# Шахматная олимпиада 2024
45-я шахматная олимпиада — международное командное шахматное соревнование, организованное ФИДЕ. Проводилась в Будапеште с 10 по 23 сентября 2024 года и являлась первой олимпиадой в Венгрии после того, как Будапешт принял 2-ю неофициальную олимпиаду в 1926 году. Она включала в себя открытый и женский турниры, а также несколько мероприятий, направленных на популяризацию шахмат.
В открытом турнире победу одержала команда Индии, США и Узбекистан заняли второе и третье место соответственно. В женском турнире победу также одержала сборная Индия серебро и бронзу завоевали Казахстан и США соответственно. Индия стала третьей страной после Советского Союза и Китая, которой удалось в выиграть в обоих турнирах на Олимпиаде.
Во время Олимпиады состоялся 95-й Конгресс ФИДЕ, на котором Генеральная ассамблея ФИДЕ подтвердила запрет на участие российских и белорусских игроков, отклонив предложение Федерации шахмат Кыргызстана о восстановлении полноправного членства их соответствующих шахматных федераций. При этом члены генассамблеи поддержали предложение совета ФИДЕ смягчить ограничения для «уязвимых» категорий (дети до 12 лет, инвалиды) и проконсультироваться по этому поводу с МОК.

## Организация

### Определение города
Приём заявок на проведение олимпиады 2024 начался в ноябре 2019 года. Каждый город, заинтересованный в проведении мероприятия, должен был подать свою заявку в ФИДЕ до 1 мая 2020 года. Заявки должны были гарантировать, что все необходимые положения в соответствии с Олимпийскими правилами Руководства ФИДЕ будут соблюдены организатором. Была только одна заявка на проведение олимпиады от Будапешта, которая была одобрена Генассамблеей ФИДЕ в декабре 2020 года. Венгерские политические власти, шахматисты, видные деятели олимпийского движения и спортивная администрация выразили безоговорочную поддержку мероприятию.
Первоначально 45-я олимпиада должна была состояться в Минске в 2022 году, но ФИДЕ решила перенести ее оттуда и возобновить приём заявок после того, как белорусские организаторы не выполнили свои организационные и финансовые обязанности. Не сумев найти альтернативного организатора мероприятия в 2022 году, ФИДЕ решила перенести 44-ю олимпиаду с 2021 на 2022 год, поэтому олимпиада 2024 в Будапеште стала 45-й.

### Подготовка
Предварительный общий бюджет олимпиады, по сведениям 2020 года, составляет 16,6 млн евро, включая 9 млн евро на обслуживание и проведение мероприятий.
В июне 2021 года президент ФИДЕ Аркадий Дворкович вместе с президентом Венгерской шахматной федерации Ласло Сабо и исполнительным директором Национального спортивного агентства Венгрии Аттилой Михоком подписали контракт на проведение мероприятия в Будапеште. На олимпиаде планируется использование новых технологий, таких как высокоскоростная беспроводная сеть 5G, визуальное вещание в реальном времени, голограммы и недавно изобретенные «чувствительные» шахматные доски для слабовидящих. Было объявлено, что это будет «зелёная» олимпиада с возможностью передвижения между объектами и отелями на велосипедах и электромобилях, а также без использования бумаги и пластика.

### Регламент
- Турнир проводится по швейцарской системе в 11 туров;
- Контроль времени: 90 минут на первые 40 ходов, затем 30 минут до конца партии с добавлением 30 секунд за ход, начиная с первого;
- Каждый тур команда выставляет четырёх человек на игру. Итоговый счёт зависит от результатов всех членов команды;
- Команда состоит из четырёх человек и одного запасного;
- Шахматисты не могут соглашаться на ничью до 30-го хода;
- Победа в матче приносит 2 очка; ничья — 1 очко;
- Место проведения: обновленный конференц-центр Hungexpo[10].

### Место проведения
Местом проведения мероприятия являлся спортивно-концертный центр SYMA, который служил центральной площадкой мероприятия с функциями игровой площадки, аккредитационного центра, Expo и зоны болельщиков. Вместимость площадки составляет 10 000 зрителей, и она является самой современной в своём роде в Венгрии.
Посетители имели доступ к трибунам на игровом поле в пять сеансов по одному часу с 15:00 до 20:00 (CEST). Заинтересованные посетители могли записаться на посещение трибун на месте у стойки возле гардероба. Для того чтобы соревнования прошли гладко и без помех, количество посетителей в смену ограничили одной сотней человек, а телефоны и запрещённые устройства сдавались в гардероб.

### Расписание
| День             | Мероприятие                                         |
| ---------------- | --------------------------------------------------- |
| 10 сентября 2024 | Прибытие, церемония открытия, техническое совещание |
| 11 сентября 2024 | 1 тур в 15:00                                       |
| 12 сентября 2024 | 2 тур в 15:00                                       |
| 13 сентября 2024 | 3 тур в 15:00                                       |
| 14 сентября 2024 | 4 тур в 15:00                                       |
| 15 сентября 2024 | 5 тур в 15:00                                       |
| 16 сентября 2024 | 6 тур в 15:00                                       |
| 17 сентября 2024 | Выходной день                                       |
| 18 сентября 2024 | 7 тур в 15:00                                       |
| 19 сентября 2024 | 8 тур в 15:00                                       |
| 20 сентября 2024 | 9 тур в 15:00                                       |
| 21 сентября 2024 | 10 тур в 15:00                                      |
| 22 сентября 2024 | 11 тур в 11:00, церемония закрытия после тура       |
| 23 сентября 2024 | Отъезд участников                                   |

## Команды

### Состав олимпиады
Всего в опен-турнире заявилось 197 команд из рекордных для олимпиад 193 сборных. Венгрия, как страна принимающая олимпиаду, традиционно выставила три команды. Сборным России и Белоруссии запретили участвовать в турнире из-за продолжающегося российского вторжения на Украину. Однако многие ведущие российские шахматисты сменили федерацию и принимают участие в олимпиаде за другие страны: Никита Витюгов за сборную Англии, Санан Сюгиров за команду Венгрии, Александр Предке и Алексей Сарана за Сербию. Александр Грищук и Владимир Крамник примут участие в олимпиаде в качестве капитанов сборных Ирана и Узбекистана соответственно.
Впервые в истории олимпиад ФИДЕ допустила к участию команду беженцев, которая была представлена спортсменами из Какума в Кении. Сборная беженцев не смогла принять участие в турнире наряду с командами Непала, Южного Судана, Сомали, Гамбии, Мали, Бурунди и ЦАР.

### Список лучших команд по среднему рейтингу открытого турнира
| №  | Страна      | Средний рейтинг | Ист.   |
| -- | ----------- | --------------- | ------ |
| 1  | США         | 2757            | [ 21 ] |
| 2  | Индия       | 2753            | [ 21 ] |
| 3  | Китай       | 2724            | [ 21 ] |
| 4  | Узбекистан  | 2690            | [ 21 ] |
| 5  | Нидерланды  | 2682            | [ 21 ] |
| 6  | Норвегия    | 2670            | [ 21 ] |
| 7  | Германия    | 2667            | [ 21 ] |
| 8  | Англия      | 2665            | [ 21 ] |
| 9  | Венгрия     | 2663            | [ 21 ] |
| 10 | Иран        | 2659            | [ 21 ] |
| 11 | Польша      | 2658            | [ 21 ] |
| 12 | Азербайджан | 2657            | [ 21 ] |
| 13 | Испания     | 2654            | [ 21 ] |
| 14 | Франция     | 2653            | [ 21 ] |
| 15 | Украина     | 2650            | [ 21 ] |
| 16 | Сербия      | 2649            | [ 21 ] |
| 17 | Армения     | 2645            | [ 21 ] |
| 18 | Румыния     | 2631            | [ 21 ] |
| 19 | Чехия       | 2615            | [ 21 ] |
| 20 | Израиль     | 2596            | [ 21 ] |

### Список лучших команд по среднему рейтингу женского турнира
| №  | Страна      | Средний рейтинг | Ист.   |
| -- | ----------- | --------------- | ------ |
| 1  | Индия       | 2467            | [ 23 ] |
| 2  | Грузия      | 2462            | [ 23 ] |
| 3  | Польша      | 2422            | [ 23 ] |
| 4  | Китай       | 2416            | [ 23 ] |
| 5  | Украина     | 2400            | [ 23 ] |
| 6  | Азербайджан | 2398            | [ 23 ] |
| 7  | США         | 2387            | [ 23 ] |
| 8  | Германия    | 2380            | [ 23 ] |
| 9  | Испания     | 2375            | [ 23 ] |
| 10 | Казахстан   | 2373            | [ 23 ] |
| 11 | Армения     | 2363            | [ 23 ] |
| 12 | Болгария    | 2355            | [ 23 ] |
| 13 | Франция     | 2355            | [ 23 ] |
| 14 | Венгрия     | 2320            | [ 23 ] |
| 15 | Англия      | 2297            | [ 23 ] |
| 16 | Турция      | 2290            | [ 23 ] |
| 17 | Нидерланды  | 2289            | [ 23 ] |
| 18 | Монголия    | 2288            | [ 23 ] |
| 19 | Сербия      | 2286            | [ 23 ] |
| 20 | Вьетнам     | 2285            | [ 23 ] |

## Игроки
В олимпиаде приняли участие 24 игрока с рейтингом выше 2700 и 15 из 20 лучших игроков мира, в том числе действующий чемпион мира Дин Лижэнь (Китай), самый высокорейтинговый шахматист и экс-чемпион мира Магнус Карлсен (Норвегия), а также претендент за звание чемпиона мира Гукеш Доммараджу (Индия). В открытом турнире сыграли 246 гроссмейстеров, 126 международных мастеров, 1 женский гроссмейстер, 169 мастеров ФИДЕ и 82 кандидата в мастера ФИДЕ.
От участия отказались: имеющий второй рейтинг в мире Хикару Накамура, также пропустивший олимпиаду в Ченнаи 2022 года; 15-й чемпион мира Вишванатан Ананд; участник турниров претендентов Алиреза Фирузджа, также пропустивший олимпиаду в 2022 году; и участник турниров претендентов Теймур Раджабов, который заявлен капитаном команды сборной Азербайджана.

## Результаты

### Итоговое положение открытого турнира
| Место | Ст. № | Команда     | Игроки                                                   | +  | = | – | Очки | Доп. коэфф. |
| ----- | ----- | ----------- | -------------------------------------------------------- | -- | - | - | ---- | ----------- |
| 1     | 2     | Индия       | Гукеш, Прагнанандха, Эригайси, Видит, Харикришна         | 10 | 1 | 0 | 21   | 476,5       |
| 2     | 1     | США         | Каруана, Со, Домингес Перес, Аронян, Робсон              | 8  | 1 | 2 | 17   | 395         |
| 3     | 4     | Узбекистан  | Абдусатторов, Якуббоев, Синдаров, Вохидов, Вахидов       | 8  | 1 | 2 | 17   | 387         |
| 4     | 3     | Китай       | Дин Лижэнь, Вэй И, Юй Янъи, Бу Сянчжи, Ван Юэ            | 8  | 1 | 2 | 17   | 379,5       |
| 5     | 16    | Сербия      | Предке, Сарана, Инджич, Маркуш, Ивич                     | 8  | 1 | 2 | 17   | 360,5       |
| 6     | 17    | Армения     | Мартиросян, Саргсян, Саркисян, Оганесян, Григорян        | 8  | 1 | 2 | 17   | 335         |
| 7     | 7     | Германия    | Каймер, Колларс, Блюбаум, Донченко, Сване                | 8  | 0 | 3 | 16   | 354,5       |
| 8     | 12    | Азербайджан | Сулейманли, Абасов, Мамедов, Мамедьяров, Мурадли         | 7  | 2 | 2 | 16   | 351         |
| 9     | 26    | Словения    | Федосеев, Демченко, Шубель, Себеник, Лавренчич           | 8  | 0 | 3 | 16   | 341,5       |
| 10    | 13    | Испания     | Широв, Антон Гихарро, Вальехо Понс, Пичот, Сантос Латаса | 7  | 2 | 2 | 16   | 339         |

### Итоговое положение женского турнира
| Место | Ст. № | Команда   | Игроки                                                        | + | = | – | Очки | Доп. коэфф. |
| ----- | ----- | --------- | ------------------------------------------------------------- | - | - | - | ---- | ----------- |
| 1     | 1     | Индия     | Дронавалли, Рамешбабу, Дешмукх, Агравал, Сачдев               | 9 | 1 | 1 | 19   | 432         |
| 2     | 10    | Казахстан | Асаубаева, Камалиденова, Балабаева, Нурман, Кайрбекова        | 8 | 2 | 1 | 18   | 371         |
| 3     | 7     | США       | Тохирджонова, Йип, Круш, Ли, Затонских                        | 7 | 3 | 1 | 17   | 418         |
| 4     | 9     | Испания   | Хадемальшарьех, Гарсия Мартин, Вега, Матнадзе, Кальсетта Руис | 8 | 1 | 2 | 17   | 402         |
| 5     | 11    | Армения   | Л. Мкртчян, М. Мкртчян, Даниелян, Саргсян, Габоян             | 7 | 3 | 1 | 17   | 391         |
| 6     | 2     | Грузия    | Дзагнидзе, Джавахишвили, Бациашвили, Хотенашвили, Мелия       | 7 | 3 | 1 | 17   | 388         |
| 7     | 4     | Китай     | Чжу Цзиньэр, Song Yuxin, Го Ци, Ни Шицюнь, Lu Miaoyi          | 8 | 0 | 3 | 16   | 434         |
| 8     | 5     | Украина   | Осьмак, Ушенина, Букса, Гапоненко, Долуханова                 | 6 | 4 | 1 | 16   | 355,5       |
| 9     | 3     | Польша    |                                                               | 7 | 2 | 2 | 16   | 352         |
| 10    | 12    | Болгария  |                                                               | 7 | 2 | 2 | 16   | 348,5       |

### Индивидуальный зачёт по доскам[26]
| Доска №1 | Доска №1 | Доска №1   | Доска №1              | Доска №1 | Доска №1  | Доска №1      |
| Место    | Титул    | Команда    | Имя                   | Рейтинг  | Перфоманс | Кол-во партий |
| -------- | -------- | ---------- | --------------------- | -------- | --------- | ------------- |
| 1        | GM       | Индия      | Гукеш Доммараджу      | 2764     | 3056      | 10            |
| 2        | GM       | Узбекистан | Нодирбек Абдусатторов | 2766     | 2884      | 11            |
| 3        | GM       | Норвегия   | Магнус Карлсен        | 2832     | 2810      | 8             |

| Доска №2 | Доска №2 | Доска №2           | Доска №2          | Доска №2 | Доска №2  | Доска №2      |
| Место    | Титул    | Команда            | Имя               | Рейтинг  | Перфоманс | Кол-во партий |
| -------- | -------- | ------------------ | ----------------- | -------- | --------- | ------------- |
| 1        | GM       | Чехия              | Тай Дай Ван Нгуен | 2647     | 2783      | 10            |
| 2        | IM       | Северная Македония | Тони Лазов        | 2360     | 2763      | 8             |
| 3        | GM       | Турция             | Эдиз Гюрель       | 2602     | 2755      | 11            |

| Доска №3 | Доска №3 | Доска №3 | Доска №3        | Доска №3 | Доска №3  | Доска №3      |
| Место    | Титул    | Команда  | Имя             | Рейтинг  | Перфоманс | Кол-во партий |
| -------- | -------- | -------- | --------------- | -------- | --------- | ------------- |
| 1        | GM       | Индия    | Арджун Эригайси | 2778     | 2968      | 11            |
| 2        | GM       | Китай    | Юй Янъи         | 2703     | 2802      | 10            |
| 3        | GM       | Вьетнам  | Ле Туан Минь    | 2564     | 2795      | 11            |

| Доска №4 | Доска №4 | Доска №4   | Доска №4          | Доска №4 | Доска №4  | Доска №4      |
| Место    | Титул    | Команда    | Имя               | Рейтинг  | Перфоманс | Кол-во партий |
| -------- | -------- | ---------- | ----------------- | -------- | --------- | ------------- |
| 1        | GM       | Узбекистан | Шамсиддин Вохидов | 2650     | 2779      | 10            |
| 2        | GM       | США        | Левон Аронян      | 2729     | 2773      | 10            |
| 3        | GM       | Испания    | Алан Пичот        | 2628     | 2756      | 9             |

| Резервная доска | Резервная доска | Резервная доска | Резервная доска  | Резервная доска | Резервная доска | Резервная доска |
| Место           | Титул           | Команда         | Имя              | Рейтинг         | Перфоманс       | Кол-во партий   |
| --------------- | --------------- | --------------- | ---------------- | --------------- | --------------- | --------------- |
| 1               | GM              | Германия        | Фредерик Сване   | 2640            | 2791            | 9               |
| 2               | GM              | Венгрия         | Беньямин Гледура | 2628            | 2692            | 10              |
| 3               | GM              | Сербия          | Велимир Ивич     | 2599            | 2648            | 10              |

## Инциденты
- Перед третьим туром Магнус Карлсен чуть не получил техническое поражение за опоздание на тур. Он решил приехать в игровой зал один, а не с остальной командой Норвегии, которая задерживалась в пробке. Карлсен добрался на тур на велосипеде из отеля под дождем, без своего бейджа игрока, за пару минут до начала тура. Официальный фотограф Chess.com Мария Емельянова[англ.] сориентировала потерявшего дорогу до места игры норвежца[29][30].
- У семикратного чемпиона Аргентины Диего Флореса судьи нашли в бумажнике SIM-карту, которую сочли за электронное устройство, и присудили поражение. Апелляция Федерации шахмат Аргентины и капитана сборной Роберта Хунгаски помогли вернуть шахматисту победу[31].